# 懷特 (喬治亞州)
懷特（英語：White）是一個位於美國喬治亞州巴托縣的城市。

## 地理
懷特的座標為34°16′50″N 84°44′48″W / 34.28056°N 84.74667°W，而該地的平均海拔高度為262米（即860英尺）。

## 人口
根據2010年美國人口普查的數據，懷特的面積為2.50平方千米，均為陸地。當地共有人口670人，而人口密度為每平方千米268人。